# 俞良史
俞良史（1544年—？），字天榮，直隸蘇州府吳縣民籍，長洲縣人，明朝政治人物、進士出身。

## 生平
隆慶元年（1567年）丁卯科應天府鄉試第四十四名，會試第二百九十一名，萬曆二年（1574年）登甲戌科進士第三甲第八十六名。

## 家族
曾祖父俞士悅，曾任光祿大夫太子太保兼刑部尚書；祖父俞璋，贈光祿寺典簿；父俞元弼，曾任知縣。前母張氏（封孺人）；繼母吳氏；生母郭氏。慈侍下。